# Советские гражданские специалисты за рубежом
Советские гражданские специалисты за рубежом — инженеры, техники, рабочие высокой квалификации и прочие специалисты из СССР, направляемые для работы в другие страны.

## Контролирующие органы
Первоначально единого органа по контролю выезда граждан за границу не было. Вопросом занимались иностранные отделы при исполкомах, органы ОГПУ. С 1920-х эти функции перешли к комиссиям, подчинённым ЦК партии. В июне 1947 года создано Бюро по выездам за границу и въездам в СССР. Оно вошло в Комитет информации при Совете министров.

## Командировочники
В загранкомандировки преимущественно направлялись:
- сотрудники МИДа;
- те, кто строил в различных странах заводы и предприятия по линии Государственного комитета по внешнеэкономическим связям;
- рыбаки, которые по полгода добывали рыбу в морях и океанах всего мира;
- гражданские лётчики;
- сотрудники Министерства внешней торговли.

От выезжающего за границу требовались: анкета; автобиография; характеристика с рекомендацией для поездки за границу (от руководителя учреждения, секретаря партийной организации и председателя профорганизации), утверждённая парткомом (партбюро) и согласованная с вышестоящим партийным органом. К этим документам, составлявшим выездное дело, прикладывалось письмо, в котором указывались цель, основание ей и сроки командировки, источник, возмещающий расходы, давалась  краткая характеристика выезжающего с упоминанием партийного органа, согласовавшего данную поездку. Завершали комплект документов две справки: объективка и о состоянии здоровья.
Для направления за рубеж отбирали людей со стажем и владевших языками, а также ранее выезжавших в командировки без негативных последствий. Перед поездкой всех вызывали на партийную комиссию. Нужно было ответить на несколько вопросов: кто руководит той или иной страной, какой там строй, что можете сказать о её политической системе, ваши главные задачи и прочее. Направляемые в капстраны сотрудники внешнеторгового ведомства вызывались на беседу в ЦК КПСС. 
В командировку специалистам выдавали для ознакомления специальную инструкцию по поведению за рубежом.

## Восприятие
В СССР работа за границей считалась очень престижной. Благодаря выездам можно было улучшить своё материальное благополучие за счёт большей зарплаты в командировках и приобретения дефицитных товаров. Полковник КГБ Евгений Семенихин вспоминал: 
В те времена мы, молодёжь, не очень ещё и представляли себе основную причину, по которой многие наши компатриоты прорывались на загранработу, — это для советского человека был единственный шанс, не воруя и не беря взяток, поправить свои материальные дела.